# Karl Diedrichsen
Karl Diedrichsen (* 4. Februar 1895 in Wenningstedt, Sylt; † 9. Juli 1959 in Landkirchen auf Fehmarn) war ein deutscher Politiker (CDU).

## Leben und Beruf
Nach dem Besuch der Volksschule erhielt Diedrichsen Privatstunden, in denen Mittelschulfächer abgehalten wurden. Er absolvierte von 1910 bis 1913 eine kaufmännische Ausbildung im Bereich des Getreide-, Futtermittel- und Schiffsmaklergewerbes und arbeitete von 1913 bis 1926 als Kontorist. Seine berufliche Tätigkeit wurde durch die Teilnahme am Ersten Weltkrieg von 1915 bis 1918 unterbrochen. Seit 1926 betrieb er ein eigenes Geschäft.
Diedrichsen war seit 1943 in der Landwirtschaft tätig und betrieb als Pächter einen Hof in Altjellingsdorf auf der Insel Fehmarn. 1947 zählte er zu den Mitbegründern des schleswig-holsteinischen Bauernverbandes.

## Partei
Nach dem Zweiten Weltkrieg war Diedrichsen einer der Mitbegründer der CDU in Schleswig-Holstein. Er wurde zum Vorsitzenden des CDU-Kreisverbandes Fehmarn gewählt und war seit 1951 Mitglied im Landesvorstand der schleswig-holsteinischen Christdemokraten.

## Abgeordneter
Diedrichsen war von 1953 bis 1957 Mitglied des Deutschen Bundestages. Er ist als direkt gewählter Abgeordneter des Wahlkreises Oldenburg – Eutin/Süd in den Bundestag eingezogen.